# Vampirul Lestat
Vampirul Lestat este un roman scris de Anne Rice și reprezintă a doua carte din seria Cronicile vampirilor. Evenimentele nu continuă cronologic faptele prezentate în Interviu cu un vampir în care Louis narează o versiune diferită a vieții de vampir față de cea prezentată de creatorul său pe parcursul operei omonime.
În cel de-al doilea volum al seriei se relatează viața tânărului francez Lestat de Lioncourt în vârstă de 22 de ani și problemele sale familiale, plecarea în Paris împreună cu Nicolas pentru a deveni actor, transformarea într-unul dintre „Copii Întunericului” și căutarea răspunsurilor la întrebările despre imortalitatea sa și despre originile vampirilor.

## Structură
Romanul este structurat în 7 părți ce conțin 65 de capitole, precedate de Sâmbăta noaptea în secolul XX 1984 și urmate de un epilog de două capitole și de final, intitulat Dionysus în San Francisco. Evenimentele din ultimele trei capitole se continuă în cea de-a treia carte a seriei, Regina Damnaților.
Rama operei este reprezentată de primul capitol, evenimentele de aici desfășurându-se în anii 80. Faptele din următoarele capitole sunt prezentate cronologic, începând cu anul 1784 până în 1929, când se termină acțiunea din epilog. O elipsă temporală marchează finalul, ce are loc în anul 1984.